# История паровоза
История паровоза началась с изобретения первого парового двигателя.
Паровоз есть изобретение не одного человека, а целого поколения инженеров и механиков.Джордж Стефенсон

## Предыстория

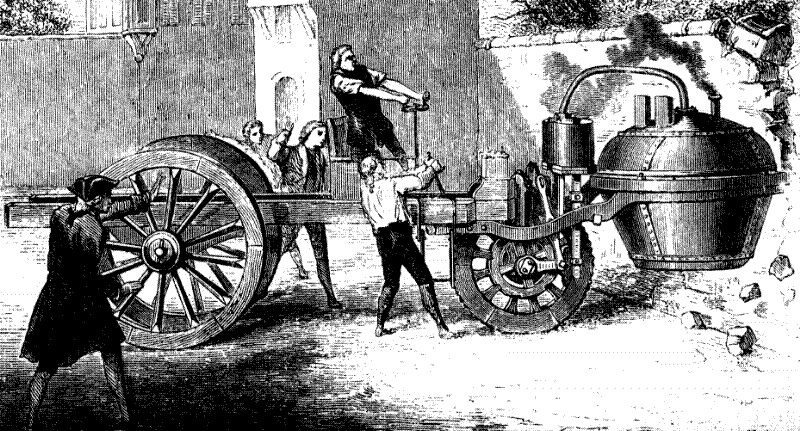
Паровая повозка Кюньо на испытаниях

Впервые силу пара для движения повозки предложил И. Ньютон в 1680 году. Тележка Ньютона была реактивной. Французский инженер Николя Кюньо в 1769 году построил трёхколёсную безрельсовую повозку с паровым двигателем, который приводил в действие одно колесо при помощи храпового механизма. Машина двигалась самостоятельно, но оказалась весьма неудачной. Подлинная телега Кюньо сохранется в музее. Американец Эванс и помощник Уатта Уильям Мёрдок также не дошли до практического применения своих разработок.

## Общая история

### Первые паровозы

Паровоз Тревитика 1801 (Puffing Devil), первый успешный паровой локомотив

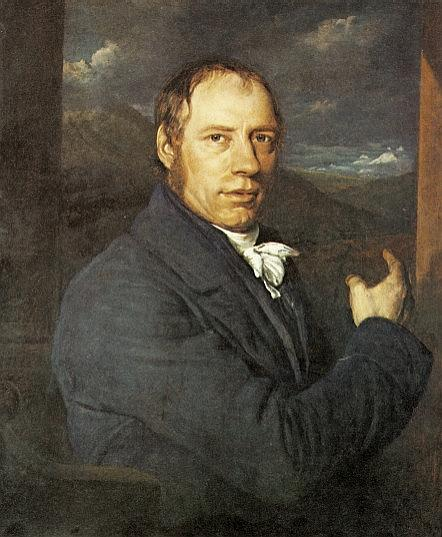
Ричард Тревитик

Первым, кто сумел сделать катящуюся по рельсам паровую повозку, стал талантливый английский инженер Ричард Тревитик. Тревитик создал несколько моделей паровозов, самый первый из которых, «Puffing Devil», был создан в 1801 году, а в 1802 году был создан паровоз «Coalbrookdale» для одноимённой угольной компании. Самая известная модель паровоза, которая получила имя «Pen-y-Darren», была создана в конце 1803 года, однако официальным годом её рождения считается 1804, когда Тревитик получил патент на своё изобретение. Паровоз сильно отличался от его «потомков». Так, на нём один цилиндр раскручивал большое колесо-маховик, от которого через зубчатую передачу приводились обе колёсные пары. Испытания данного паровоза проходили близ города Мертир-Тидвил (Уэльс, Великобритания), где 21 февраля паровоз впервые проехал с вагонетками, тем самым проведя первый в мире поезд. В 1808 году Тревитик создаёт новый паровоз, который начал использовать на кольцевой железной дороге-аттракционе «Поймай меня, кто сможет».

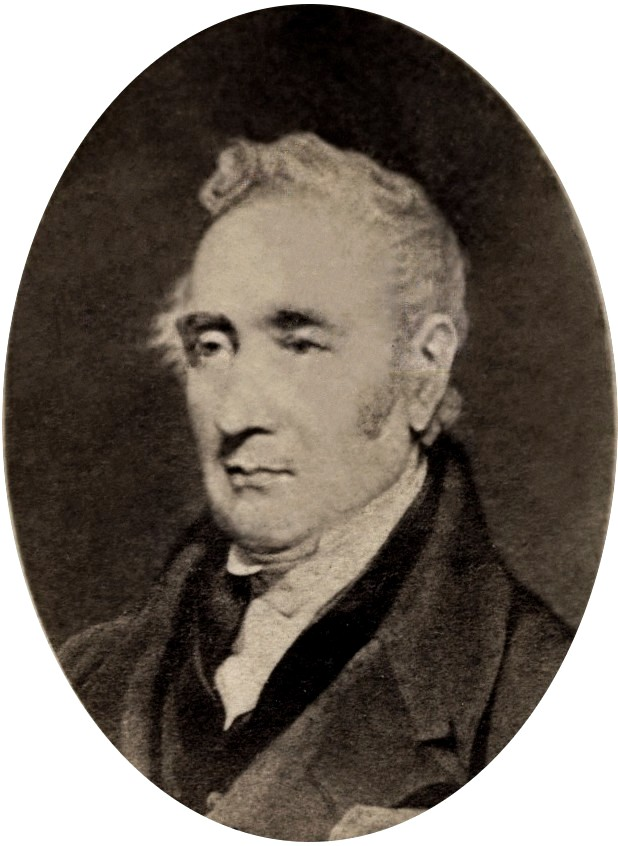
Джордж Стефенсон

К тому времени на крупных предприятиях активно использовалась конная тяга, применение которой существенно ограничивало вес составов с грузом, да и скорость транспортировки была невелика. Это вскоре привело многих владельцев крупных предприятий к мыслям о начале применения в транспортировке грузов паровых машин, в том числе и движущихся по рельсам. Также началом применения в промышленности паровоз обязан был и французскому императору Наполеону, а точнее его войнам, из-за которых возросли цены на зерновые, в том числе и на корма. Из-за этого значительно вздорожало содержание лошадей. В 1811 году предпринимается попытка применения паровоза для вождения вагонеток с углём, но лёгкий паровоз не смог потянуть тяжёлый состав, а стал боксовать на месте. В результате родилось ошибочное мнение о невозможности реализации паровоза с гладкими колёсами на гладких рельсах достаточной силы тяги, поэтому в 1812 году для Мидльтонских копей был создан паровоз «Бленкинсоп», в котором сила тяги реализовывалась за счёт зубчатого колеса, катящегося по зубчатой рейке.
В 1813 году Уильяма Хедли создал паровоз «Пыхтящий Билли», который водил поезда лишь за счёт силы сцепления гладких колёс с гладкими рельсами, тем самым разрушая ложную теорию. Билли был практически применимой конструкцией и проработал 50 лет.

#### Паровозы Стефенсона
Джордж Стефенсон в 1814 году построил свой первый паровоз «Блюхер». 27 сентября 1825 года открывается первая в мире общественная железная дорога Стоктон — Дарлингтон. Движение по ней открыл паровоз Стефенсона «Locomotion» («Движение»), провёзший первый поезд с 450 пассажирами и 90 тоннами груза. Название паровоза довольно скоро становится нарицательным, а впоследствии все рельсовые движущиеся тяговые средства начинают называть на манер паровоза — локомотивами.
В 1829 году паровоз Стефенсона «Ракета» победил на Рейнхильских испытаниях локомотивов для дороги Манчестер—Ливерпуль.

#### Дальнейшие перспективы
Первые паровозы конкурировали с конной и канатной тягой, и окончательный успех локомотивной тяги был одержан с победой в 1829 году стефенсоновской «Ракеты» на Рейнхильских испытаниях локомотивов для дороги Манчестер—Ливерпуль. Уже в 1831 году произошло разделение поездов и, соответственно, локомотивов, на товарные и пассажирские. В следующие несколько лет общие черты конструкции паровоза окончательно оформились: появилась будка для машиниста, осветительные приборы, световые сигналы, котёл стал значительно длинее, усовершенствовано парораспределение, в 1832 году в США применили поворотную тележку, цилиндры приняли горизонтальное положение в 1834 году (паровозы Тревитика, Бленкинсопа, Хедли, Блюхер и Локомоушен имели цилиндры, расположенные вертикально в котле, Ракета — вне котла наклонные), в 1835 году введён свисток. Также паровозы оборудовались песочницами и ленточными тормозами с паровым приводом.
Паровозы-рекордсмены с движущими колёсами диаметром 2,5 м и более развили скорости:
- в 1839 году «Ураган» — 165 километров в час (103 миль/ч)[1];
- в 1847 году «Корнуол» — 187 километров в час (116 миль/ч)[1].

От «Ракеты» (0—1—1, 4,5 т, 13 м², 13 л. с., 0,28 тонн-силы тяги) за первые 25 лет типичные паровозы достигли следующих параметров: осевая формула 0—3—0, вес 33,5 тонны, поверхность нагрева котла 104 м². В товарном движении бывали локомотивы 1―2―0 (и в Америке 0―4―0), в пассажирском: 1—1—1, 2—1—1, 1—2—0, 2—2—0.

### Дальнейшие усовершенствования
Паровозы были оборудованы колодочными воздушными тормозами, инжектором, продолжало совершенствоваться парораспределение. В 1876 году Маллет предложил компаундные паровозы, в 1887 году он же ― сочленённые с осями, спаренными в тележки для лучшего вписывания в кривые.
Для железных дорог с малыми радиусами кривых, а также для таких дорог узкой колеи в 1908 году разработаны сочленённые паровозы системы Гаррата, которые активно применяли в тёплом климате тропических колоний, где не сказывается важный недостаток сочленённых систем ― длинные паропроводы.
В начале XX века на паровозах стали применять разработанные в 1896—1900 годах пароперегреватели Шмидта, что позволило резко поднять КПД машины.
Экстенсивное развитие паровозов заключалось в увеличении их веса, размеров и мощности, вследствие чего росло количество сцепных осей и нагрузка на ось (в Европе ― до 20 тонн, в Америке ― до 35 тонн). К 1930-м годам крупнейшие паровозы достигли рекорда скорости 204,66 километра в час (130 мили/ч) со спецпоездом, скоростей 140―160 км/ч с 14-вагонным пассажирским составом и следующих технических параметров:
| тип                 | формула                 | масса, т (с тендером) | поверхность нагрева котла, м² | мощность, л. с. | тяга, тс |
| ------------------- | ----------------------- | --------------------- | ----------------------------- | --------------- | -------- |
| однорамный          | 2―6―1                   | 356                   | 771                           | 4750            | 43,8     |
| сочленённый Маллета | 1—4+4—1 1—5+5—1 1—4+4—2 | 457                   | 1012 (колосн. реш. 17)        | 6300            | 80,0     |

### Закат эпохи паровозов

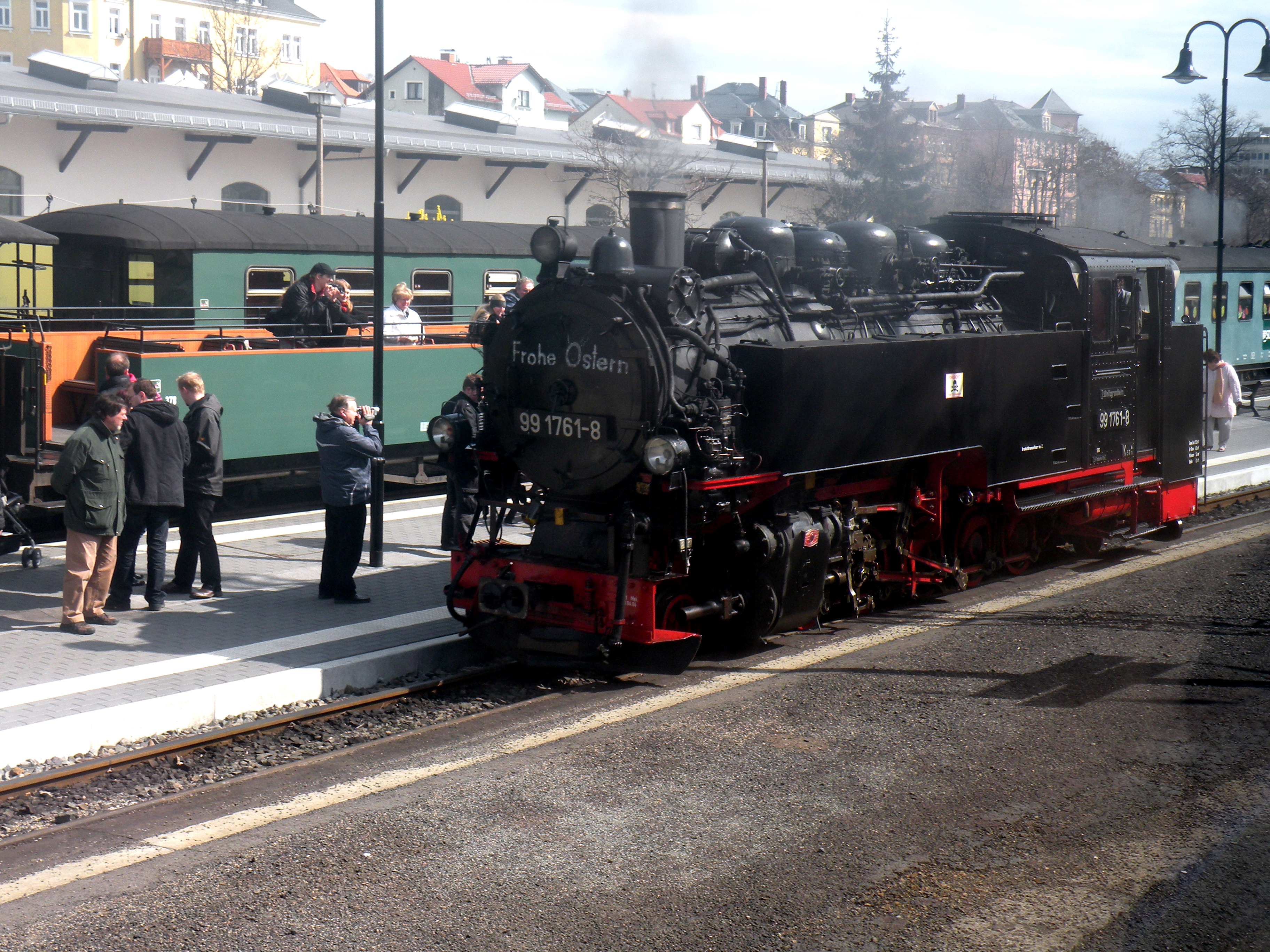
Паровоз пригородной железной дороги у Дрездена

На протяжении всей истории паровозостроения делались серьёзные попытки улучшить эксплуатационные характеристики паровозов. Так, тяжёлый и непроизводительный труд кочегара был облегчён благодаря применению шнековой системы подачи топлива — стокером. В этом же направлении подействовал и перевод котлов с твёрдого на жидкое топливо — мазут и другие тяжёлые фракции нефти. В богатых лесом районах неприхотливость парового котла к видам питающего их топлива делает использование паровоза вполне целесообразным. Тем не менее в экономическом отношении паровоз, безусловно, уступает иным видам локомотивов. Это привело к тому, что в середине XX века выпуск и эксплуатация паровозов во многих странах были свёрнуты, а сами они либо были порезаны на металлолом, либо превращены в неподвижные памятники, либо стали экспонатами музеев.

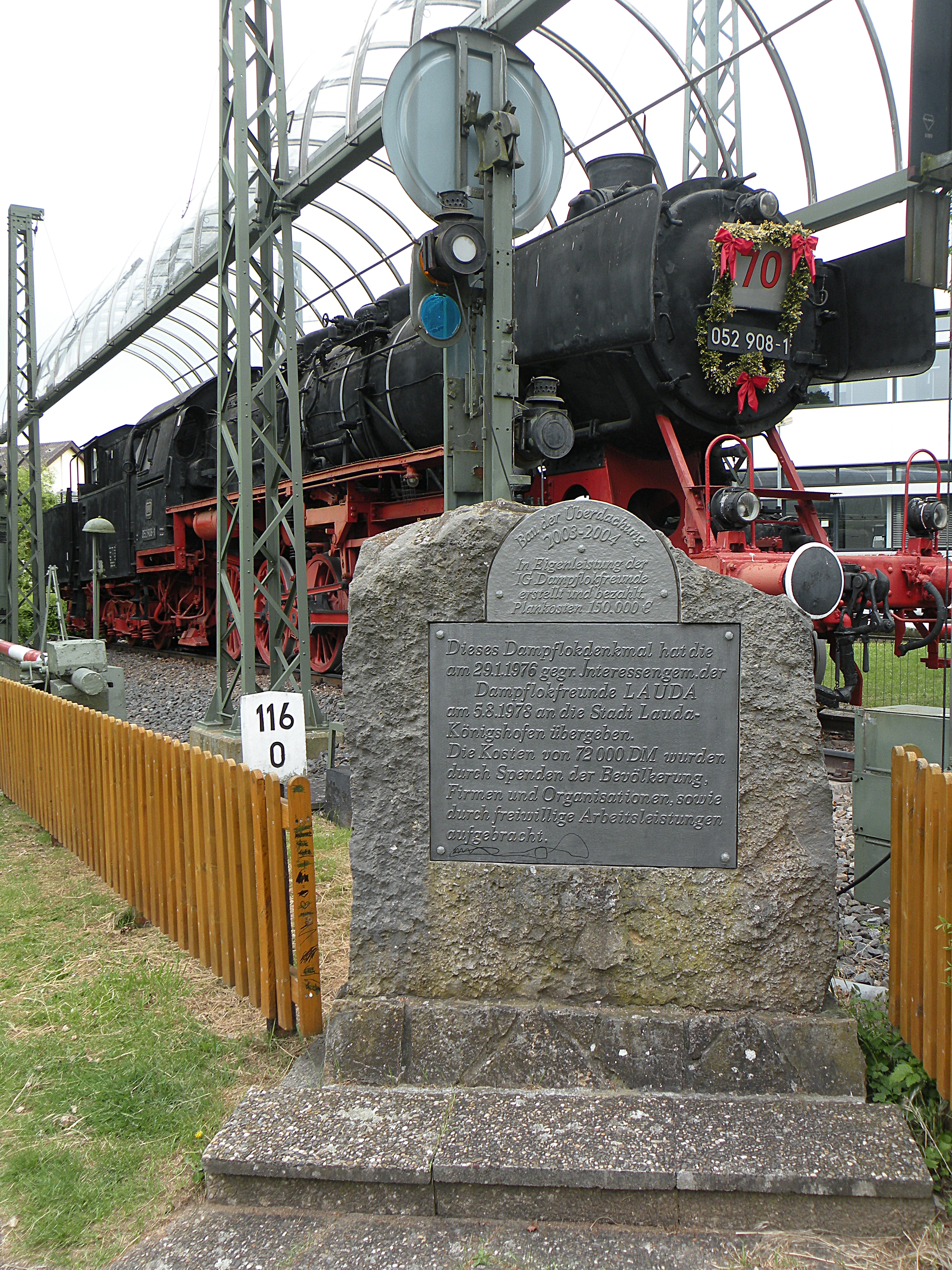
Паровоз, отслуживший 70 лет. Город Лауда, Германия

Несмотря на это, паровозная тяга до сих пор применяется на таких дорогах, где экономическая эффективность достигается иными способами, примером чего служит туристический бизнес. Так, рельсовая связь между Дрезденом и Морицбургом (расстояние составляет 14 км) с его известным замком осуществляется музейными вагонами на паровозной тяге. Паровозы водят туристические поезда из Дрездена и в других направлениях. Существуют и общества любителей паровозов, в своей деятельности выполняющих мероприятия по сохранению памяти об этом виде техники, ставшей элементом истории цивилизации. В немецком городе Майнингене существует завод, до сих пор выпускающий и ремонтирующий паровозы (на заказ), а в польском Вольштыне функционирует полноценное паровозное депо. Также в ряде стран рабочие паровозы очень часто используются в праздничных мероприятиях и для съёмок исторических кинофильмов.
В некоторых местностях Индии и Китая, где имеется дефицит дизельного топлива и дороги не электрифицированы, но в то же время доступно твёрдое топливо (прежде всего уголь), паровозы продолжают водить поезда (в основном грузовые) по сей день.
На исторической узкоколейной железной дороге в провинции Огненная Земля (Аргентина), небольшой паровоз водит так называемый «Поезд на краю света».

## История паровоза в России

### Начало российского паровозостроения

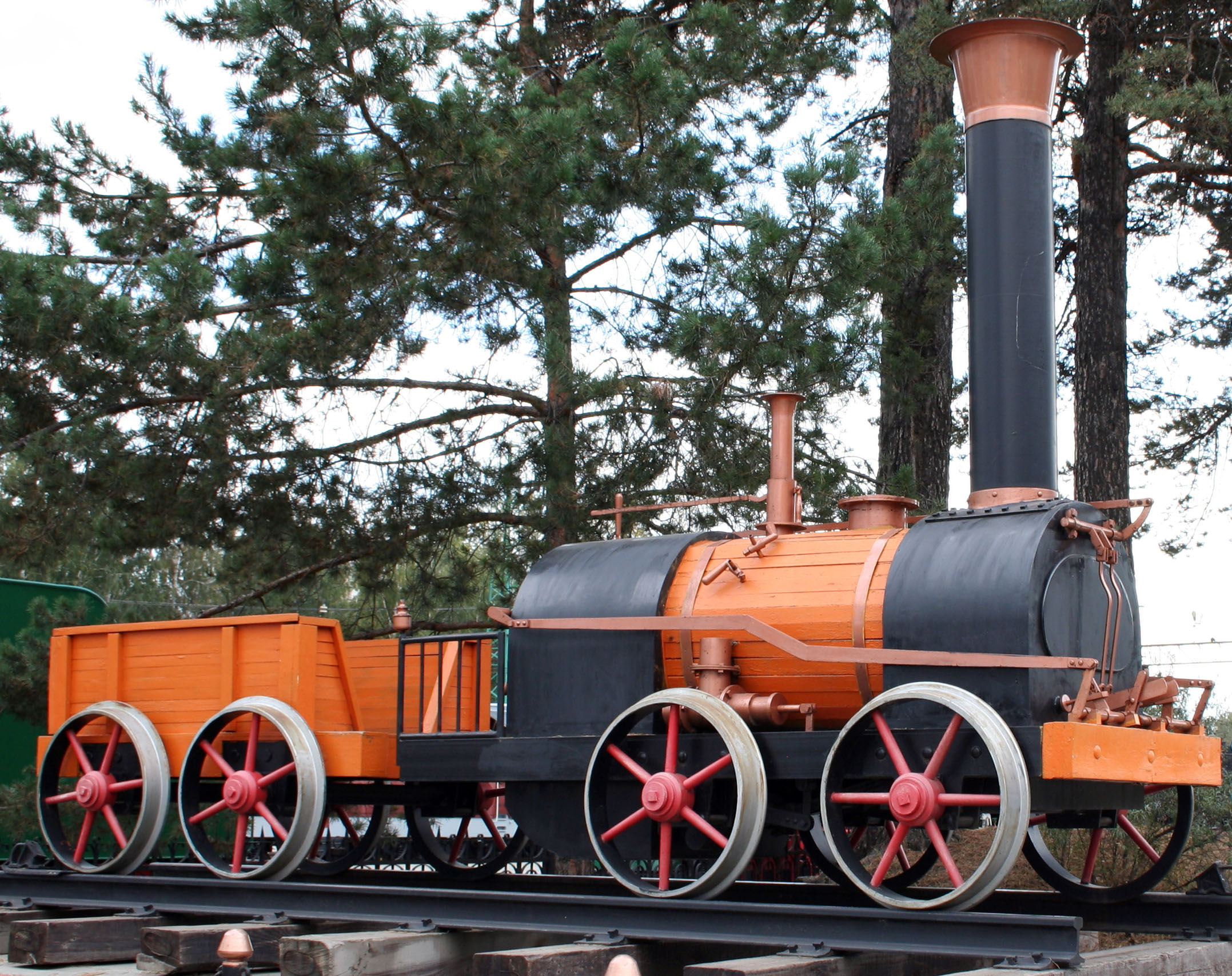
Паровоз Черепановых (макет)

Первый паровоз (также сухопутный пароход, что можно слышать в «Попутной песне» 1840 года М. И. Глинки) в Российской империи появился в 1834 году. Этот паровоз был построен на Выйском заводе (Нижнетагильские заводы) Ефимом и Мироном (отец и сын) Черепановыми, при его создании учитывался опыт англичан. В августе того же года паровоз совершил первые поездки, в ходе которых возил поезд массой более 200 пудов (3,3 т) со скоростью до 16 км/ч. В следующем году Черепановыми был создан второй, более мощный паровоз. Но вскоре, в основном из-за давления подрядчиков конского извоза, испытательные поездки были прекращены.
Паровозы для Царскосельской дороги были английские типов 1—1—0 и 1—1—1. 8 февраля 1837 года в отчётах впервые появляется слово «паровоз», а 30 октября 1837 года паровоз «Проворный», проведя пассажирский поезд, официально открыл движение по дороге.

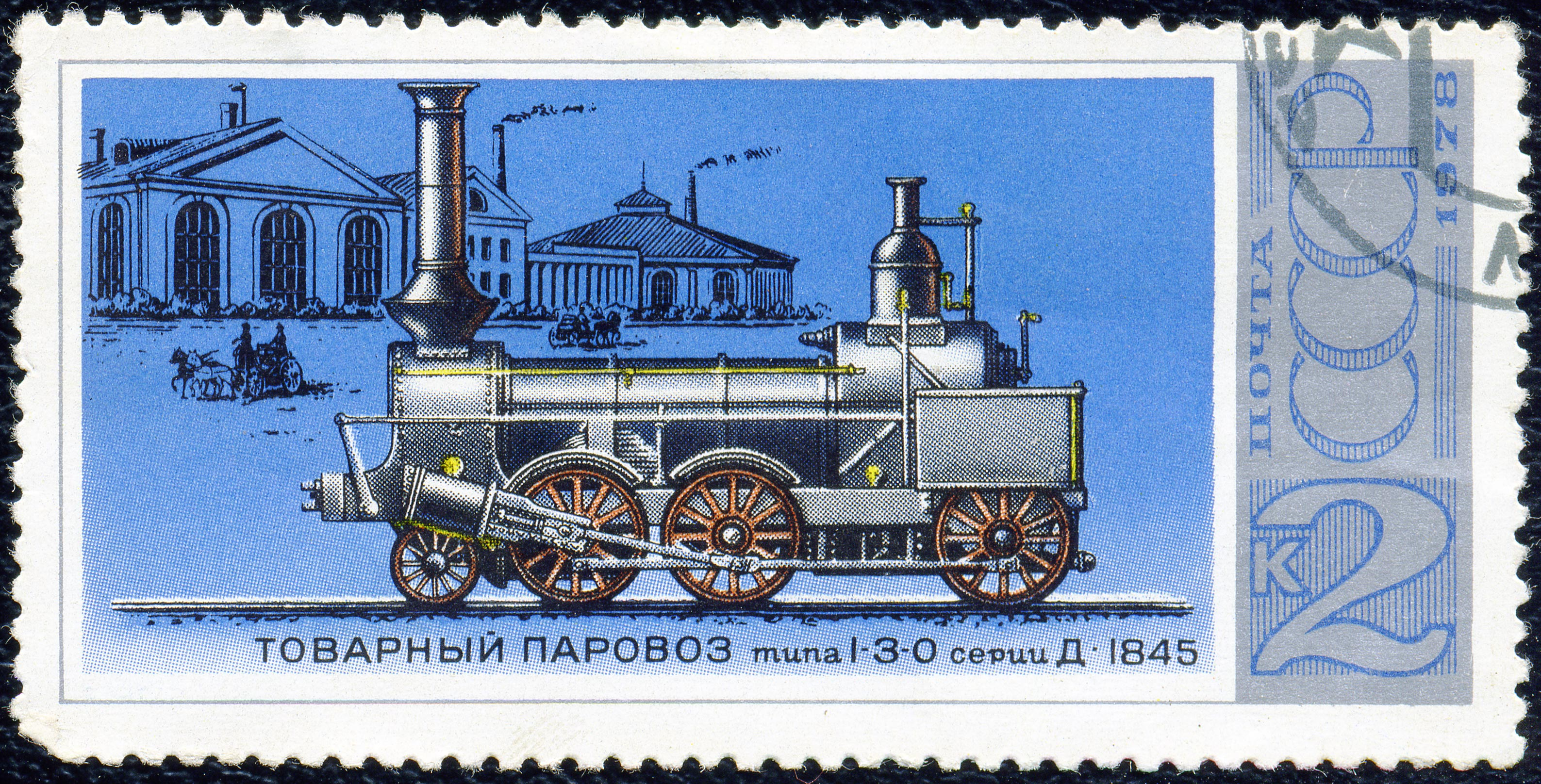
Один из первых товарных паровозов типа 1-3-0 (переделка из типа 0-3-0), построенный Александровским заводом для дороги Петербург — Москва. Изображение на почтовой марке СССР.

Началом русского паровозостроения можно считать 1845 год, когда Александровский завод в Санкт-Петербурге выпустил первые паровозы: товарные типа 0—3—0 (часть позже была переделана в тип 1—3—0 — впервые в мире) и пассажирские типа 2—2—0. Через год эти паровозы начали работать на ещё строящейся магистрали Санкт-Петербург — Москва, а 1 ноября 1851 года крупнейшая в мире на тот момент времени двухпутная железнодорожная магистраль была официально открыта, благодаря чему время в пути между двумя крупнейшими в стране городами сократилось с трёх суток до менее чем 22 часов. На 1860 год в России было менее 1000 км магистральных железных дорог, и мощностей одного паровозостроительного завода вполне хватало. Однако уже в середине 1860-х в стране начинается рост строительства железных дорог, что соответственно приводит и к росту потребностей в паровозах. 15 марта 1868 года царское правительство заключает контракты с рядом российских заводов на срок в 5 лет по строительству паровозов. В следующем году свои первые паровозы выпускают Камско-Воткинский и Коломенский заводы, причём последний сразу показывает высокий темп производства и вскоре становится крупнейшим локомотивостроительным предприятием в России. В 1870 году начинают строить паровозы заводы Невский и Мальцевский.
Вначале в стране не было единого стандарта колеи. Так, Царскосельская дорога была шириной 1833 мм (6 футов), Николаевская в силу большого количества американских инженеров, которые привезли готовые проекты, приняла колею южных штатов США — 1524 мм, дорога до Варшавы — стефенсоновской колеи 1435 мм, ставшей стандартом некоторых сопредельных c Российской Империей европейских стран. Император Николай I, инженер по образованию, утверждая документы для организации железнодорожного сообщения в России, повелел утвердить ширину колеи магистральных направлений 1524 мм. Это было шире, чем в Германии, Австрии, Франции (1435 мм), но уже, чем, к примеру, в Испании (1668 мм).

### Развитие конструкции русских паровозов

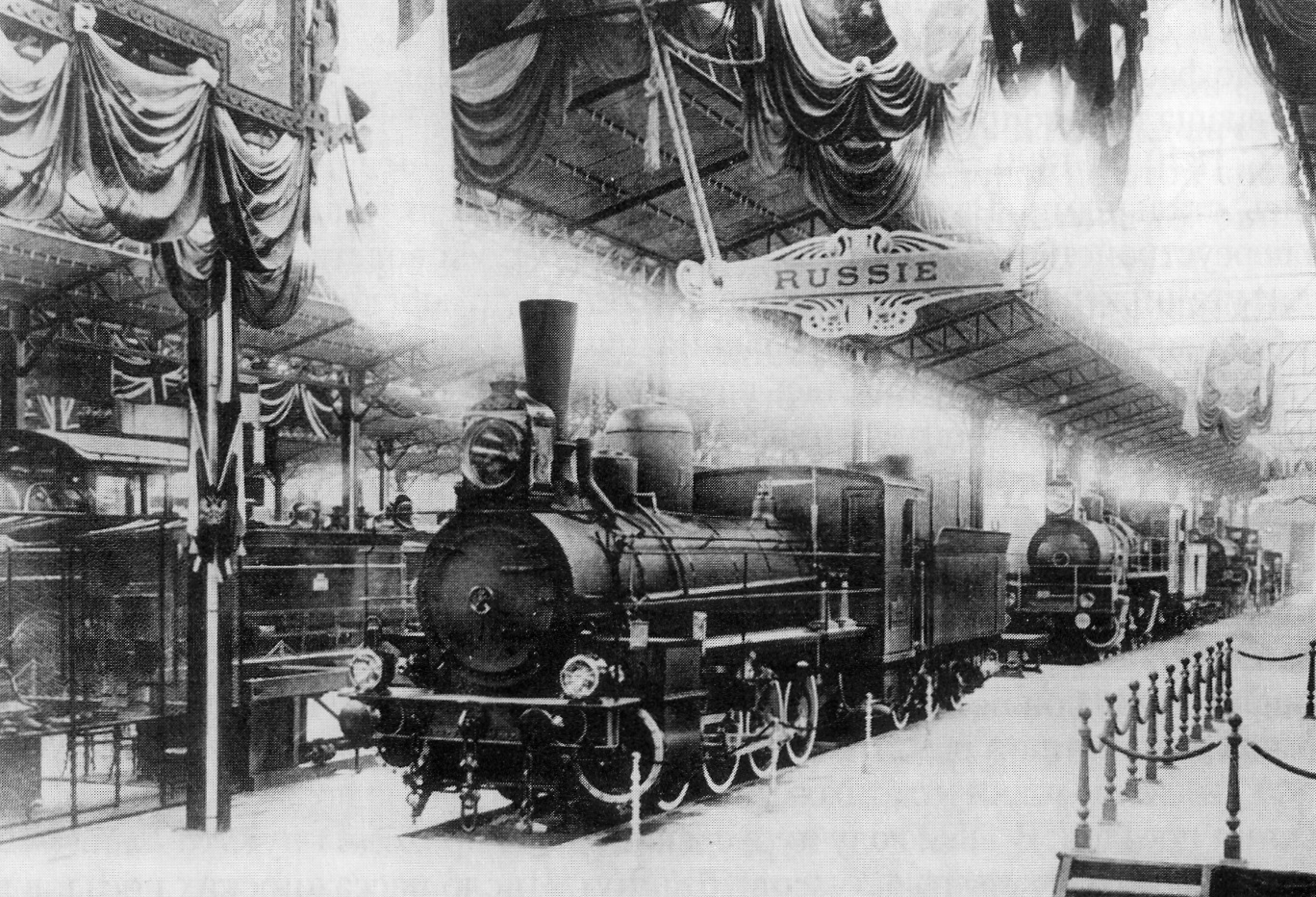
Русские паровозы на Всемирной выставке в Париже, 1900.
На переднем плане — О^{д}, позади него — Ѳ, слева — Ц

В связи с европейским происхождением первых в России паровозов их дальнейшая эволюция проходила в европейском русле. Так же, как и за границей, в 80-е годы появились компаунд-машины, в 1900-х — машины перегретого пара.
Рост грузо- и пассажирооборота требовал увеличения пропускной способности железных дорог. Основной упор был сделан на повышение веса поездов, что требовало применения паровозов с более высоким сцепным весом. Так как повышение осевых нагрузок представляло на то время затруднения (требовалось дорогостоящее усиление пути), то повышение сцепного веса осуществлялось за счёт повышения числа осей. В результате уже в 1858 году в России появляются практически первые в Европе товарные паровозы с четырьмя движущими осями (тип 0—4—0), а в 1878 году — первые в мире пассажирские паровозы с тремя движущими осями (тип 1—3—0). В 1895 году на русские железные дороги поступили из США паровозы типа 1—5—0 — первые в Европе паровозы с пятью движущими осями в одной жёсткой раме. Дальнейшее повышение числа осей ограничивалось по условиям вписывания в кривые, что привело к появлению на русских дорогах сочленённых паровозов, при этом активно использовался зарубежный опыт. Так, в 1872 году на Закавказскую дорогу поступили первые паровозы системы Ферли (серия Ф, сама схема появилась в 1870 году) типа 0—3+3—0 (две трёхосные тележки), а в 1899 году российские заводы начали выпуск (было построено свыше 400 штук) полусочленённых паровозов системы Маллета (появилась в 1889 году) типа 0—3+3—0.

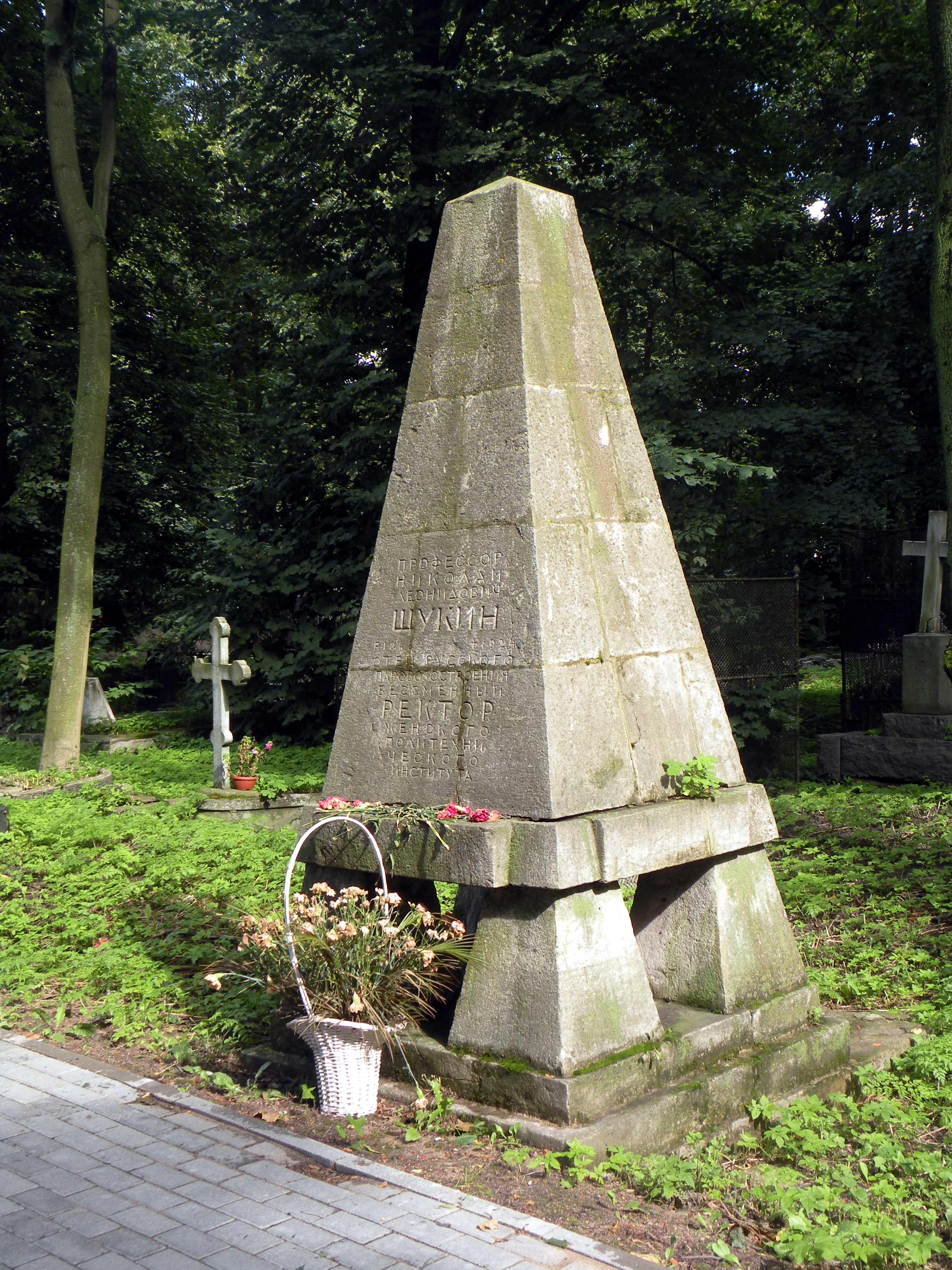
Могила «отца отечественного паровозостроения» — создателя паровозов серии «Щ» («Щук») профессора Н. Л. Щукина на Новодевичьем кладбище Санкт-Петербурга

Помимо этого, формируется российская школа паровозостроения. Так, в 1854 году инженером-конструктором А. Г. Добронравовым публикуются Правила для составления проекта паровоза. В 1870 году издаётся первый учебник «Курс паровозов», автор которого Л. А. Ермаков — профессор Петербургского технологического института. В 1880-е под руководством инженера А. П. Бородина при Киевских мастерских организуется первая в мире лаборатория по испытанию паровозов. Также из инженеров-железнодорожников того периода можно выделить Л. М. Леви, В. И. Лопушинского, А. С. Раевского и А. А. Холодецкого. При их непосредственном участии начинается улучшение теплотехнических показателей паровозов.

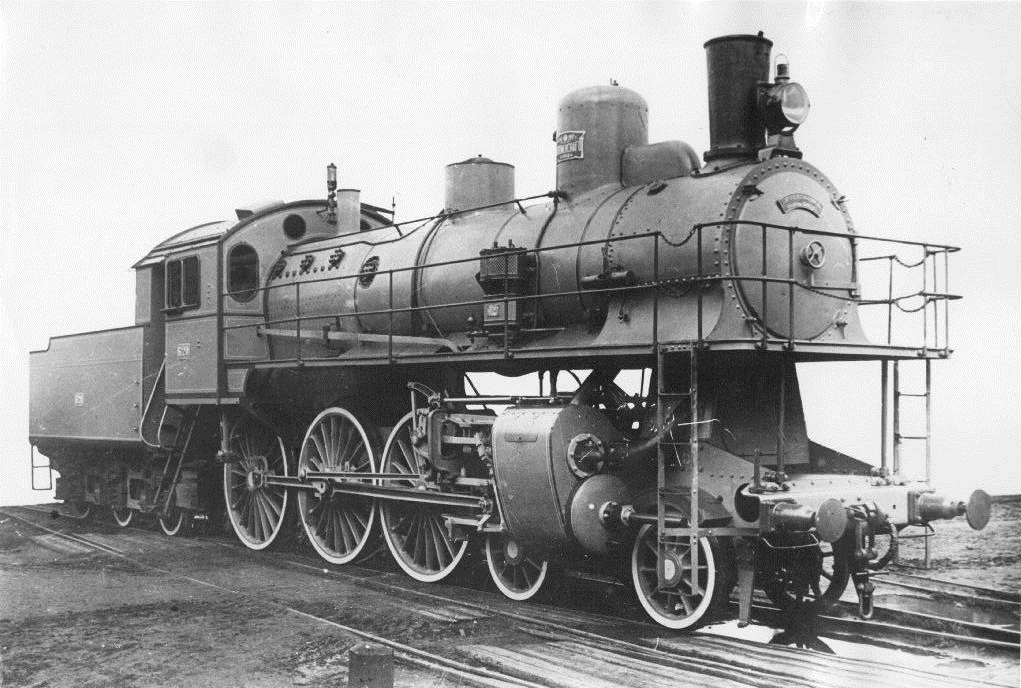
Из всех дореволюционных паровозов выше всего паровой котёл был поднят у К^{у}

В 1882 году, по предложению А. П. Бородина, на одном из паровозов простую паровую машину заменили на машину-компаунд, а в 1895 году Одесские железнодорожные мастерские выпустили несколько паровозов сразу с такой машиной (серия Пб). Применение такой машины, при некотором усложнении конструкции, позволяло экономить до 20 % топлива и воды. В результате с 1890-х подавляющее большинство русских паровозов (в том числе и такие массовые серии, как О, Н, А) начинают выпускаться с машинами-компаунд. 7 сентября 1902 года на русские железные дороги поступает паровоз типа 2—3—0 Бп181 — первый из паровозов российской постройки, выпущенный сразу с пароперегревателем. Паровоз экономил до 25 % воды, а в устройстве был проще паровозов с машинами-компаунд, поэтому в дальнейшем русскими заводами выпускались паровозы исключительно с пароперегревателями. Хотя были и попытки применения машины-компаунд при перегретом паре (предложено в 1911 году инженером А. О. Чечоттом), однако конструкция паровоза при этом излишне усложнялась, что повышало стоимость ремонта и не оправдывало получаемой экономии в топливе (при перегретом паре экономия от применения машины-компаунд не превышала 13 %). В 1907 году под руководством конструкторов К. Н. Сушкина и Е. Е. Нольтейна был разработан и построен паровоз серии К, на котором впервые в российском паровозостроении колосниковая решётка топки была вынесена над рамой. Отныне высоко поднятый паровой котёл становится характерной чертой конструкции русских паровозов. Таким образом удаётся в прежних габаритах локомотива увеличить площадь колосниковой решётки.
К 1917 году железные дороги Российской Империи подошли с 20-ю сериями товарных и 17-ю — пассажирских. Около половины парка составляли паровозы серии О (0—4—0).

### Советские паровозы
В СССР производилась реконструкция железных дорог, что позволяло использовать более мощные и тяжёлые типы паровозов — СО (1—5—0), ИС (1—4—2), ФД (1—5—1), скоростной 2—3—2. Конденсационные паровозы для засушливых районов в связи с высоким КПД планировалось распространить в целом по Союзу.
| Серия                 | Тип                   | Поверхность нагрева котла, м² | Площадь колосниковой решётки, м² | Давление пара, кгс/см² (н — насыщенный пар, п — перегретый) | Нагрузка на ось, тс   | Годы серийной постройки                   | Место постройки или отличительные особенности                               |
| Пассажирские паровозы | Пассажирские паровозы | Пассажирские паровозы         | Пассажирские паровозы            | Пассажирские паровозы                                       | Пассажирские паровозы | Пассажирские паровозы                     | Пассажирские паровозы                                                       |
| --------------------- | --------------------- | ----------------------------- | -------------------------------- | ----------------------------------------------------------- | --------------------- | ----------------------------------------- | --------------------------------------------------------------------------- |
| П                     | 2-2-0                 | 111—146                       | 1,9—2,5                          | 12н                                                         | 13,3—15,2             | 1891—1902                                 | Путиловский и Коломенский заводы                                            |
| Ж                     | 2-3-0                 | 166                           | 2,3                              | 12н                                                         | 14,3                  | 1896—1904                                 | Коломенский и др. заводы                                                    |
| Нв                    | 1-3-0                 | 143                           | 2,2                              | 12н                                                         | 15                    | 1892—1914                                 | Александровский и др. заводы                                                |
| Б                     | 2-3-0                 | 206                           | 2,7                              | 13п                                                         | 15,7                  | 1908—1914                                 | Брянский завод                                                              |
| Уу                    | 2-3-0                 | 192                           | 2,8                              | 14п                                                         | 16,4                  | 1906—1912                                 | Путиловский завод                                                           |
| Ку                    | 2-3-0                 | 228                           | 3,18                             | 13п                                                         | 16                    | 1907—1914                                 | Путиловский завод                                                           |
| С                     | 1-3-1                 | 259                           | 3,8                              | 13п                                                         | 15,8                  | 1912—1918                                 | Сормовский и др. заводы                                                     |
| Св                    | 1-3-1                 | 259                           | 3,8                              | 12п                                                         | 16,4                  | 1914                                      | Коломенский завод                                                           |
| Су 1в                 | 1-3-1                 | 271                           | 4,7                              | 13п                                                         | 18,3                  | 1925—1929                                 | Коломенский завод                                                           |
| Су 2в                 | 1-3-1                 | 277                           | 4,7                              | 13п                                                         | 18,2                  | 1932—1936; 3в — 1937—1940; 4в — 1945—1956 | Сормовский завод                                                            |
| Лп                    | 2-3-1                 | 355                           | 4,6                              | 12п                                                         | 17,3                  | 1915—1926                                 | Путиловский завод                                                           |
| М                     | 2-4-0                 | 356                           | 6                                | 13п                                                         | 18,2                  | 1926—1930                                 | Путиловский завод                                                           |
| ИС (ФДп)              | 1-4-2                 |                               |                                  |                                                             |                       | 1932—1941                                 |                                                                             |
| П36                   | 2-4-2                 | 242                           | 6,75                             |                                                             | 18,5                  | 1950—1956                                 | Опытный образец — в 1950 году, несколько паровозов построено в 1953 году    |
| Грузовые паровозы     |                       |                               |                                  |                                                             |                       |                                           |                                                                             |
| Э                     | 0-5-0                 | 200                           | 4,2                              | 12                                                          |                       | 1912 — начала 1920-х годов                |                                                                             |
| Эр                    | 0-5-0                 | 200                           | 5,09                             | 14                                                          |                       | 1946—1956                                 |                                                                             |
| Еа, Ем                | 1-5-0                 | 240                           | 6                                |                                                             |                       | 1943—1945                                 | Строился в США                                                              |
| СО17                  | 1-5-0                 | 227,4                         | 6                                |                                                             | 17                    | 1934—1950                                 |                                                                             |
| СО18                  | 1-5-0                 | 227,4                         | 6                                |                                                             | 18                    |                                           | С водоподогревателем в тендерном баке                                       |
| СОк18                 | 1-5-0                 | 227,4                         | 6                                |                                                             | 18                    | 1936—1941                                 | Имел тендер-конденсатор                                                     |
| ФД                    | 1-5-1                 | 295                           | 7,04                             | 15                                                          | 20—21                 | 1931—1941                                 | Первый образец — в 1931 году                                                |
| ТЭ (52)               | 1-5-0                 | 177,6                         | 3,9                              |                                                             | 12                    |                                           | Строился на различных заводах Западной Европы в период Второй мировой войны |
| Л                     | 1-5-0                 | 222,3                         | 6                                |                                                             | 18,5                  | 1945—1956                                 |                                                                             |
| ЛВ                    | 1-5-1                 | 237                           | 6,45                             |                                                             | 18,5                  | 1950—1956                                 | Первый образец — в 1950 году                                                |

### Закат эпохи русских паровозов
Ещё в начале XX века разными конструкторами предлагались различные варианты конструкций более экономичных, нежели паровоз, локомотивов. В 1924 году в СССР появились первые тепловозы, а в 1931 году было налажено их серийное производство (серия Ээл). И хотя в 1937 году НКПС отказался от приёма тепловозов в эксплуатацию (из-за отсутствия надлежащей производственной и ремонтной базы, а также во многом благодаря предубеждению Л. М. Кагановича), тепловозы сразу показали свою высокую экономичность, затрачивая в 5—7 раз меньше топлива на единицу работы, чем паровозы.
В 1933 году на советских магистральных железных дорогах появился новый вид тяги — электровозная. Несмотря на более высокие начальные затраты (необходимо строительство контактной сети, тяговых подстанций и целых электростанций), электровозы по сравнению с паровозами более надёжны, а их мощность мало зависит от температуры окружающей среды. К тому же будучи неавтономным локомотивом, электровоз может использовать возобновляемые источники, например, гидроэлектроэнергию. В результате уже в том году на советских заводах (Коломенский и «Динамо») было начато серийное производство электровозов, которое велось вплоть до начала войны.

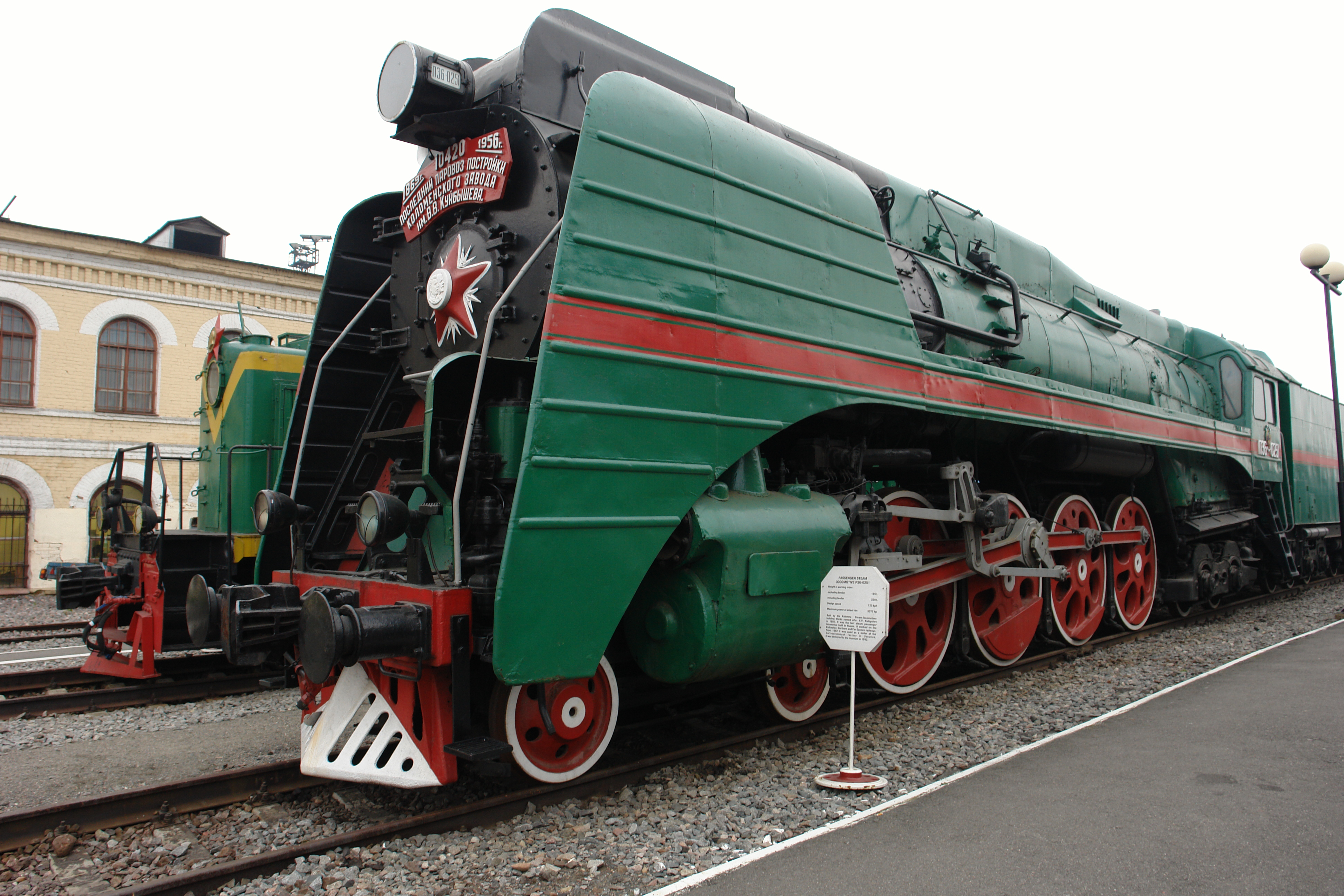
П36-0251 — последний пассажирский паровоз советской постройки

В послевоенный период, когда началось восстановление страны, а на дорогах возрос товарооборот, мощность и скорости паровозов существенно возросли. Помимо этого, улучшались их качественные показатели, в частности на серийных машинах уже применялись водоподогреватели, проводились опыты с более экономичными пароперегревателями. Однако к тому времени и тепловозы, и электровозы уже показали свои преимущества перед паровозами. У последних всё яснее виднелся их основной недостаток — крайне низкий КПД, который даже у самых совершенных паровозов того времени (ЛВ и П36) не превышал 9,3 %. При восстановлении разрушенных локомотивостроительных заводов в них начали создавать цеха для производства новых видов локомотивов. 

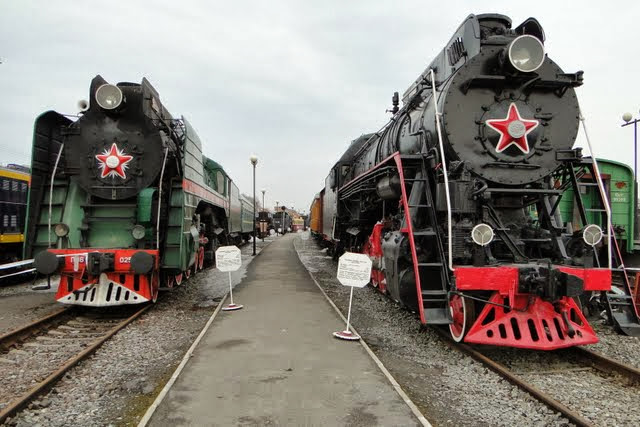
Советские паровозы П36 (слева) и Л (справа)

 Уже в 1947 году Харьковский паровозостроительный завод перешёл на крупносерийное производство тепловозов, а Новочеркасский паровозостроительный завод — электровозов (название завода при этом сменилось на НЭВЗ). В 1950 году свои последние паровозы выпустил Брянский машиностроительный завод. Окончательную точку в судьбе русского паровозостроения поставил в 1956 году XX съезд КПСС, на котором было принято решение о прекращении строительства паровозов и о начале массового внедрения прогрессивных видов тяги — тепловозной и электровозной. В том же году 29 июня Коломенский завод выпустил последний в СССР пассажирский паровоз — П36-0251, а в конце года Ворошиловградский паровозостроительный завод (к тому времени уже Ворошиловградский тепловозостроительный) построил последний грузовой, а также последний магистральный паровоз советского производства — ЛВ-522. В том же, 1956-м, году оба эти завода перешли на выпуск тепловозов ТЭ3. В 1957 году на Муромском паровозостроительном заводе был прекращён выпуск последней в СССР серии маневровых паровозов 9Пм.
Тем не менее, паровозная тяга использовалась в СССР в регулярном железнодорожном сообщении до середины 1970-х годов. По данным историка железной дороги В. А. Ракова на поездной грузовой работе паровозы использовались до 1978 года. В дальнейшем паровозы работали на некоторых второстепенных участках железных дорог. В Латвийской ССР на маршрутах Плявиняс — Гулбене и Рига — Иерики — Пыталово паровозы серии Л водили грузопассажирские поезда как минимум до 1980 года. На участке Питкяранта — Олонец в Карелии паровозы серии Эр водили грузовые поезда до 1986 года. На перегоне Рославль I — Рославль II паровоз серии Л работал с грузовыми составами в 1989 году. Отдельные паровозы в некоторых регионах страны использовались на манёврах в железнодорожных депо и узлах, а также на промышленных предприятиях вплоть до начала 1990-х, некоторые, в частности паровоз ОВ-324, работают до сих пор. Дольше остальных задержались на паровозной тяге некоторые узкоколейные железные дороги страны. После массового исключения паровозов из парка в СССР, в 1960—70-х гг. некоторая часть из них была пущена на слом, другая часть отправилась на многочисленные базы запаса локомотивов, где они были законсервированы, а некоторые, как, например, часть паровозов серии ФД, были переданы за рубеж. Кроме этого, после списания паровозы часто использовались в качестве котельных в локомотивных депо или на промышленных предприятиях, а также устанавливались в качестве памятников на железнодорожных станциях, вокзалах и в депо. В настоящее время паровозы в основном используются в ретропоездах, имеющих развлекательно-познавательную функцию.
В сентябре 2018 года был запущен первый в современной России регулярный паровозный маршрут на участке Бологое — Осташков. Пригородный поезд курсирует каждую субботу. Паровоз модели СУ 250-74 1948 года выпуска тянет состав из двух пассажирских вагонов образца 1980-х гг. На Санкт-Петербургском железнодорожном узле паровозы (Л-5289, Л-5248, Л-3959, СО17-2359, Эр766-41 и другие, всего около 20 единиц) в целях поддержания работоспособности техники и квалификации персонала, регулярно используются в маневровой и вывозной работе, работая с составами массой до 2500 тонн. С 2017 года вывозная работа на паровозной тяге осуществляется и на Краснодарском узле (депо Тихорецкая). Эпизодически используются в хозяйственной работе паровозы и в других депо. Подготовку паровозных машинистов в России осуществляет единственное учебное заведение — Курская дорожно-техническая школа.